# ディアドラ (哨戒艦)
ディアドラ（アイルランド語: LÉ Deirdre, P20）は、アイルランド海軍が運用していた哨戒艦。
ヴォスパー社製のフィンスタビライザーを装備している。また1980年にはKaMeWa社製の新しい可変ピッチ・プロペラが装着された。なお1989年には、新型のGAM-B01 90口径20mm単装機銃が搭載されている。
本艦の同型艦は建造されず、船体を2.6メートル延長し、船首楼を設けるなど堪航性の向上を図ったエマー級に移行した。